# Azaleodes fuscipes
Azaleodes fuscipes là một loài bướm đêm thuộc họ Palaephatidae. Nó được tìm thấy ở rừng mưa Queensland từ Cooktown xuống phía nam, gần tới Townsville.